# Bill Pullman
William James „Bill” Pullman (ur. 17 grudnia 1953 w Hornell) – amerykański aktor filmowy, teatralny i telewizyjny, także reżyser i producent filmowy.

## Życiorys

### Wczesne lata
Urodził się w Hornell w stanie Nowy Jork jako syn Jamesa Pullmana, fizyka, i pielęgniarki Johanny (z domu Blaas). Jego ojciec miał pochodzenie angielskie, a matka holenderskie.
W 1971 roku ukończył nowojorską Hornell High School. Uczęszczał do State University of New York at Delhi (SUNY Delhi) i State University of New York at Oneonta. W końcu otrzymał magistra sztuki na University of Massachusetts Amherst. Pullman był wykładowcą dramatu w SUNY Delhi i Szkole Filmowej i Fotograficznej w stanie Montana, gdzie został przekonany przez swoich uczniów do udziału w filmie.

### Kariera
Po ukończeniu studiów zaczął poświęcać się pracy w teatrze, współpracując z wieloma grupami, w tym Folger Teatr Groupe i Los Angeles Theatre Center. Jego pierwszym filmem była czarna komedia Bezlitośni ludzie (Ruthless People, 1986) z Dannym DeVito, Bette Midler i Judge’em Reinholdem. W parodystycznym filmie SF Mela Brooksa Kosmiczne jaja (Spaceballs, 1987) wystąpił jako Lone Starr obok Ricka Moranisa, Daphne Zunigi i Johna Candy’ego.
Zagrał w kilkudziesięciu filmach różnych gatunków, w tym w horrorze Wesa Cravena Wąż i tęcza (The Serpent and the Rainbow, 1988), dramacie Lawrence’a Kasdana Przypadkowy turysta (The Accidental Tourist, 1988) z Williamem Hurtem, Kathleen Turner i Geeną Davis, komedii sportowej Penny Marshall Ich własna liga (A League of Their Own, 1992) z Tomem Hanksem i Madonną, komedii romantycznej Nory Ephron Bezsenność w Seattle (Sleepless in Seattle, 1993) z Tomem Hanksem i Meg Ryan, dreszczowcu Harolda Beckera Pełnia zła (Malice, 1993) z Nicole Kidman i Alekiem Baldwinem czy jednym z najbardziej szalonych filmów Davida Lyncha Zagubiona autostrada (Lost Highway, 1996). W filmie Rolanda Emmericha Dzień Niepodległości (Independence Day, 1996) zagrał prezydenta USA Thomasa J. Whitmore.
3 stycznia 1987 roku ożenił się z tancerką Tamarą Hurwitz. Mają troje dzieci: córkę Maesę (ur. 1988) oraz dwóch synów – Jacka (ur. 1989) i Lewisa (ur. 1993).

## Wybrana filmografia

### Filmy
- 1986: Bezlitośni ludzie jako Earl Mott
- 1987: Kosmiczne jaja jako Lone Starr
- 1988: Przypadkowy turysta jako Julian
- 1992: Samotnicy jako doktor Jamison
- 1993: Bezsenność w Seattle jako Walter
- 1993: Pełnia zła jako Andy Safian
- 1994: Wyatt Earp jako Ed Masterson
- 1995: Ja cię kocham, a ty śpisz jako Jack Callaghan
- 1995: Casper jako
- 1996: Dzień Niepodległości jako Thomas J. Whitmore
- 1997: Zagubiona autostrada jako Fred Madison
- 1997: Koniec przemocy jako Mike Max
- 1999: W matni jako Hank Greene
- 2000: Titan – Nowa Ziemia jako kapitan Joseph Korso (głos)
- 2004: The Grudge – Klątwa jako Peter
- 2004: Tygrysi rejs (Tiger Cruise, TV) jako komandor Gary Dolan
- 2005: Moja droga Wendy jako Krugsby
- 2006: Straszny film 4 jako Henry Hale
- 2007: Mokra robota jako Dave
- 2014: Bez litości (The Equalizer) jako Brian Plummer
- 2016: Dzień Niepodległości: Odrodzenie jako Thomas J. Whitmore
- 2019: Ukryta gra jako Joshua Mansky

### Seriale TV
- 1986: Cagney i Lacey jako doktor Giordano
- 2008: Prawo i porządek: sekcja specjalna jako Kurt Moss
- 2012–2013: 1600 Penn jako prezydent Dale Gilchrist
- 2017–: Grzesznica (The Sinner) jako detektyw Harry Ambrose